# Жукінський Анатолій Олександрович
Анато́лій Олекса́ндрович Жукі́нський (25 серпня 1949, м. Тернопіль — 26 лютого 2017, там само) — український громадський діяч, економіст, господарник. Голова Тернопільської обласної ради (3 травня 2002 — 20 квітня 2005; 30 січня 2006 — 16 травня 2006). Депутат Тернопільської обласної ради 3-го і 4-го скликань (1998—2006).

## Життєпис
Анатолій Олександрович Жукінський народився 25 серпня 1949 року в м. Тернополі.
Закінчив Тернопільський фінансово-економічний інститут (нині Західноукраїнський національний університет).
Трудову діяльність розпочав робітником на заводі «Електроарматура» (м. Тернопіль), згодом — на керівних посадах у структурах господарського комплексу Тернопільської області. У 2000—2002 — перший заступник голови Тернопільської ОДА. Працюючи в ОДА й обласній раді, докладав значних зусиль для нормального функціонування економіки області, збалансованого розвитку сіл, селищ і міст.
Анатолій Жукінський — послідовний прихильник та організатор реформування і вдосконалення бюджетної політики, підвищення ролі рад базового рівня. Співголова Економічної ради Тернопільської області; член Міжвідомчої ради з підготовки законопроєкту «Про адміністративно-територіальний устрій України»; член Спілки лідерів місцевих регіональних влад України; член Консультативно-дорадчої ради з питань місцевого самоврядування при Голові ВР України.
Жертводавець пам'ятника патріарху Йосифу Сліпому в Тернополі.
Помер 26 лютого 2017 від серцевого нападу після побиття грабіжниками.

## Наукові праці
Започаткував низку ініціатив, зокрема видання першого в історії краю багатотомного «Тернопільського Енциклопедичного Словника», журналу «Рада» та інших. Жукінський також є автором низки публікацій із питань економіки, місцевого самоврядування та державотворення.

## Нагороди
- Орден Святого Рівноапостольного князя Володимира Великого 3-го ступеня.
- інші державні та церковні нагороди.